# Хорашан Картлійська

Теймураз I і його дружина Хорашан. Малюнок з альбому сучасного їм католицького місіонера Кристофоро де Кастеллі.

Хорашан (груз. ხორაშანი), також знана як Хорешан (груз. ხორეშანი) або Харешан (груз. ხვარეშანი); пом.. 1658) — член грузинської династії Багратіонів, донька картлійського царя Георгія X і дружина кахетинського царя Теймураза I, з яким побралася в 1612 році, бо в нього померла перша дружина. Прожила понад 40 років з Теймуразом I, чиє багате подіями його правління закінчилося остаточним поваленням проіранською фракцією в 1648 році. Хорашан займалася дипломатією і опікувалася католицькими місіонерами.

## Походження та шлюб
Хорашан була дочкою Георгія X, царя Картлі, і його дружини Маріам Ліпартіані. Серед її чотирьох братів і сестер значився Луарсаб II, наступник Георгія X на картлійському престолі, згодом канонізований Грузинською православною церквою. Хорашан була обіцяна Баадуру, князю Арагві і старшому синові впливового грузинського дворянина Нугзара I, але в 1612 році Луарсаб II видав її за 23-річного вдівця, кахетинського царя Теймураза I. Це порушення обіцянки образило княжу родину, що принесло неприємності Луарсабу II в наступні роки. Молодший брат колишнього нареченого Хорашан, Зураб I, згодом одружився з дочкою Дареджан, попри те, що Хорашан була проти цього союзу.
Шлюб Теймураза I з Хорашан заохочувався і навіть наполегливо вимагався Аббасом I, сефевідським шахом Ірану, владикою Картлі і Кахетії. Теймураз I спочатку неохоче погодився на нього, бо Хорашан була його родичкою по лінії їх спільного прадіда Левана, царя Кахетії, але врешті-решт він підкорився волі шаха і поєднався з нею шлюбом у Гремі. У тому ж році були укладені подальші шлюбні угоди для зміцнення лояльності грузинських правителів; молодшу сестру Хорашан, Тінатін, відправили в гарем шаха Аббаса I, де вже була Олена, сестра Теймураза I. Обговорюючи причини цих шлюбів, грузинський хроніст XVIII століття князь Вахушті Багратіоні стверджував, що Аббас I хотів принизити грузинських монархів і образити їх християнську гідність.

## Мінливості долі
Хорашан була царицею-дружиною Теймураза I і його вірною супутницею протягом 47 років багатою подіями життя царя. Чотири рази (у 1614, 1616, 1633 та 1648 роках) подружжя були змушені тікати зі свого царства в результаті запеклого опору Теймураза I іранській гегемонії. Двічі (в 1625 і ще раз у 1633 році) Теймураз I зміг ненадовго встановити своє панування над Картлі, царством свого шурина Луарсаба ІІ, який був страчений за наказом шаха Аббаса I в 1622 році. В ході цих подій Кахетія була спустошена, а населення значно скоротилася в результаті війни і хвиль депортації у внутрішні райони Ірану.
Як мінімум один раз Хорашан ледь не потрапила до рук іранських солдатів. 1620 року, коли Хорашан супроводжувала Теймураза I в його подорожі по Османській імперії під час другого вигнання з Кахетії, шах Аббас I послав військо під командуванням Аміргун-хана, бейлербея Єреванського, щоб захопити Хорашан та її почет, що залишалася в той час в Олту. Згідно з грузинським хроніками, Хорашан приснилося, що на неї напали і пограбували солдати. Цариця була така стривожена, що негайно сховалась разом зі своїми людьми в міській цитаделі. Аміргун-хан з'явився на світанку, але йому не вдалося знайти втікачів, і він пішов, але був атакований і переможений мажордомом королеви, князем Нодаром Джорджадзе, на зворотному шляху в Іран.
Цей опис подій схожий на свідчення сучасником подій португальським августинським чернцем Амброзіу душ Анжос у своєму оповіданні про мученицьку смерть матері Теймураза I, цариці Кетеван, в Ірані. За словами Амброзіу душ Анжоса, шах Аббас I мав намір взяти дружину Теймураза I Хорашан як свою власну, щоб принизити непокірного грузинського правителя. Скориставшись тимчасовою відсутністю Теймураза I вдома, люди шаха спробували викрасти, але облягаючі іранські війська були зупинені до тих пір, поки Теймураз I не зміг несподівано повернутися і розгромити непроханих гостей.
Князь Вахушті також повідомляв про інцидент, коли Теймураз I, обурений дезертирством знаті з роду Бараташвілі, збирався скалічити їх дружин, але Хорашан не дозволила йому здійснити подібний акт помсти.

## Останні роки
Зрештою подружжя опинилися у вигнанні в Імеретинському царстві в західній Грузії в 1648 році, втративши свого єдиного сина, царевича Давида, в битві з іранською армією в тому ж році. Останнє падіння Теймураза I було викликане поширенням Ростома, проіранського родича Хорашан. Обложений цар Теймураз I послав Хорашан на переговори; Ростом поставився до цариці з повагою і великодушно надав своєму супротивнику безпечний прохід в Імереті. Останні надії Теймураза I були пов'язані з Московським царством, куди він вирушив 1656 року. Він повернувся в Імереті у 1659 році, без будь-яких відчутних результатів, до того часу Хорашан померла.